# Garcinia mammeoides
Garcinia mammeoides là một loài thực vật có hoa trong họ Bứa. Loài này được Kosterm. mô tả khoa học đầu tiên năm 1977.